# Jaume I de Xipre
Jaume I de Xipre o Jaume I de Lusignan (1334 – 9 de setembre del 1398) fou regent de Xipre pel seu nebot infant Pere II des del 1369. Quan Pere va morir el 1382, Jaume va esdevenir rei de Xipre el mateix any. Jaume era també rei titular d'Armènia i rei titular de Jerusalem 1382–1398. Jaume era el tercer fill d'Hug IV de Xipre i Alix o Alícia d'Ibelin, i abans d'esdevenir rei, va ser conegut per la seva resistència contra la invasió genovesa de Xipre.

## Noble i regent
Després de la mort del seu pare Hug IV de Xipre, el seu germanastre Guiu, príncep titular de Galilea era ja mort i el seu germà Pere I va pujar al tron, el qual va regnar per 10 anys fins que fou assassinat. El fill d'aquest darrer, Pere II, era un menor, i va començar el seu regnat quan va arribar a la majoria d'edat; mentrestant, la vídua de Pere I, Elionor d'Aragó va venjar la mort del seu marit i va convidar els genovesos a envair Xipre.
Els genovesos que tenien interessos comercials i financers a Xipre, van envair l'illa l'abril del 1373. Després d'aconseguir la captura de la ciutat ben enfortida de Famagusta, van arrestar Pere II (que estava a la ciutat amb la seva mare) i el van mantenir captiu amb la seva mare Elionor. Després que van matar el nobles que havien assassinat Pere I, van voler el control de l'illa. Al final de la guerra, Elionor va aconseguir l'assassinat de Joan, germà del seu marit, al qual acusava de ser responsable per l'assassinat de Pere I.
Jaume es va casar amb la seva parenta Helvis de Brunswick-Grubenhagen (1353 – gener 15/25, 1421) (filla de Felip de Brunswick, conestable de Jerusalem i Helis de Dampierre) el 1365. El seu germà, Joan de Brunswick-Grubenhagen († l'11 de juny del 1414 solter i sense fills) era almirall de Xipre i el seu pare, Felip de Brunswick-Grubenhagen, (vers 1332 – 4 d'agost del 1369/1370) era conestable del regne de Jerusalem.
Jaume va ser nomenat conestable de Xipre, i amb aquest càrrec va comandar la guerra contra Gènova el 1372. Durant la invasió, Jaume i el seu germà Joan, van resistir l'atac: Jaume va lluitar bé a Kyrenia, amb una resistència que fou victoriosa al final sota les ordres de Jaume. Tanmateix, el seu nebot Pere II, es va veure obligat a signar un tractat amb Gènova, segons el qual els cedia Famagusta i Jaume havia d'abandonar Xipre. Jaume va aturar la guerra i va deixar l'illa amb un vaixell que va salpar de Kyrenia el 1374. Al principi va anar a Rodes, on no va trobar cap ajuda i va ser arrestat pels genovesos (que havien promès no molestar-lo) i va entrar a Gènova com a captiu amb la seva muller. Amb la captura de Kyrenia el 1374, va ser retingut com a ostatge a Gènova, on va consumar el seu matrimoni amb Helvis, qui aleshores devia tenir uns dotze anys. La majoria o tots els seus fills van néixer a Gènova. A causa de la seva captivitat, no va ser coronat fins al 1385. A Gènova va viure amb la seva muller sota dures circumstàncies durant 9 anys, i va néixer el seu primer fill Janus en aquella ciutat.

## Rei
Després de la mort de Pere II el 1382, sense deixar cap fill viu, el Parlament de Xipre va decidir que Jaume seria el rei, encara que estava captiu a Gènova. Els genovesos es van avindre a negociar el seu alliberament per anar a Xipre i esdevenir rei, i es va concertar un acord signat el 2 de febrer del 1383. Sota aquest acord, Gènova va obtenir nous privilegis per fer activitats comercials. Famagusta restava sota la sobirania de Gènova, una cosa que mai va ser acceptat ni per Jaume ni per qualsevol altre rei, especialment després que durant el seu regnat provés de recuperar aquella ciutat.
Fins que va ser alliberat, el Regne de Xipre va ser governat per 12 nobles. Després el seu alliberament el 1383, no va ser ben acceptat, segons explica l'historiador Leontios Makhairas, i fou retornat a Gènova. Alguns nobles es van oposar al retorn de Jaume, dirigits pels germans Perotte i Vilmonde de Montolive, que creien que en aquella situació podrien esdevenir reis. Els adversaris de Jaume no van poder ser abatuts fins al 1385. L'abril del 1385, Jaume va tornar un altre cop a Xipre i va anar a Nicòsia, on li fou donada la benvinguda amb gran entusiasme. Fou coronat el maig del 1385 a la catedral de Santa Sofia de Nicòsia, per Pau Paleòleg Tagaris. Després de la seva coronació els seus adversaris van ser arrestats i se'ls va castigar.
Fou coronat rei de Jerusalem el 1389 i el 1393, quan Lleó VI d'Armènia va morir, Jaume va assumir també el títol de rei d'Armènia, i li fou formalment donat el títol el 1396. El regne estava aleshores reduït a la ciutat de Còricos, la qual havia estat en mans xipriotes des de la seva conquesta per Pere I de Xipre.
Jaume va morir a Nicòsia el 9 de setembre del 1398.

## Fills
Ell i la seva muller, Helvis (o Agnès) de Brunswick-Grubenhagen va tenir dotze nens:
- Janus o Joan II de Lusignan (1375 – 1432), qui el va succeir com a rei
- Felip de Lusignan (mort vers 1430 o 1428/1432), conestable de Xipre, solter però va tenir un fill natural:
  - Lancelot de Lusignan (mort després del 1450), Cardenal, patriarca llatí de Jerusalem.
- Enric de Lusignan (mort el 7 de juliol del 1427), príncep titular de Galilea, un dirigent militar a Egipte, mort en acció a Khirokitia o Chirokhitia, es va casar vers el 1406 amb la seva cosina Elionor de Lusignan (morta vers el 1414), neta de Joan de Lusignan; i després en segones noces amb Alix d'Ibelin, sense fills, però va tenir tres fills bastards.
- Eudes/Odó de Lusignan (mort el 1421 a Palerm), senescal titular de Jerusalem, al servei del rei d'Aragó, (probablement) casat després del 19 de març del 1406 a la seva cosina Loísia de Lusignan, neta de Joan de Lusignan; i en segones noces amb Alix d'Ibelin; sense fills de cap dels dos enllaços.
- Hug de Lusignan (mort l'agost del 1442 a Ginebra), regent de Xipre i arquebisbe cardenal de Nicòsia.
- Guiu de Lusignan, conestable de Xipre, solter i sense fills.
- Una filla de nom no conegut (morta el 1374 a Rodes), va morir jove.
- Jaumeta de Lusignan (morta vers 1397 o 1396/1398), soltera i sense fills.
- Esquiva de Lusignan (morta després del 1406), probablement casada amb el comte Sclavus von Asperg.
- Maria de Lusignan (1381 a Gènova ; 4 de setembre del 1404 a Nàpols i enterrada allà), va casar amb Ladislau "el Magnànim", rei de Nàpols i Jerusalem, Hongria i Dalmàcia, etc. (14 de juliol de 1376/11 de febrer del 1377 a Nàpols, enverinat 6 d'agost del 1414 a Nàpols i enterrat allà) el 12 de febrer del 1403 a Nàpols, sense fills.
- Agnès de Lusignan (vers 1382 - 1 de març del 1459 a Venasco, abadessa de Wunstorf.
- Isabela de Lusignan, vers 1415 casada amb el seu cosí Pere de Lusignan, comte titular de Trípoli, regent de Xipre, conestable i senescal titular de Jerusalem (mort 10 de febrer de 1451), net de Joan de Lusignan i la segona muller Alix d'Ibelin, sense fills.